# Iniciativa Internacionalista - La Solidaritat entre els Pobles
Iniciativa Internacionalista - La Solidaritat entre els Pobles (abreujat com II-SP o simplement II) és una organització política creada amb l'objectiu de presentar la seva candidatura a les Eleccions al Parlament Europeu de 2009 i de treballar més enllà de les cites electorals.

## Formació
Aquesta candidatura és una coalició d'Izquierda Castellana i Comuner@s en què també participen candidats d'altres partits extraparlamentaris i sindicats, com Frente Popular Galega, i organitzacions polítiques com Cucha Independentista Aragonesa, Corriente Roja, Iniciativa Comunista i Lucha Internacionalista. Ha rebut també el suport de militants descontents d'Esquerra Unida del País Valencià, com l'agrupació de Bigastre, que ha anunciat la seva sortida d'Esquerra Unida, Nova Esquerda Socialista, Col·lectiu Republicà Baix Llobregat i personatges del món de la cultura com Carlo Frabetti, Santiago Alba Rico, Andrés Sorel, Javier Sádaba i Alfredo Grimaldos. S'autodefineix com una unió de forces sobiranistes i independentistes d'esquerres, les forces polítiques de l'esquerra estatal respectuoses amb els drets nacionals dels diversos pobles oprimits per l'Estat espanyol, així com d'importants moviments socials i sindicals.
Inicialment es trobà immersa en un procés judicial que pretenia anul·lar la seva candidatura en aplicació de la Llei de Partits espanyola. El 16 de maig, el Tribunal Suprem d'Espanya anul·là la candidatura al Parlament Europeu, per onze vots a cinc, en ser considerada per la Fiscalia General i l'Advocacia de l'Estat com una formació suposadament "pilotada" per ETA. Tanmateix, el Tribunal Constitucional estimà l'empar sol·licitat per la candidatura i anul·là la decisió del Suprem i en conseqüència, pogué presentar-se lliurement a les eleccions europees del 7 de juny.

## Suport a la candidatura

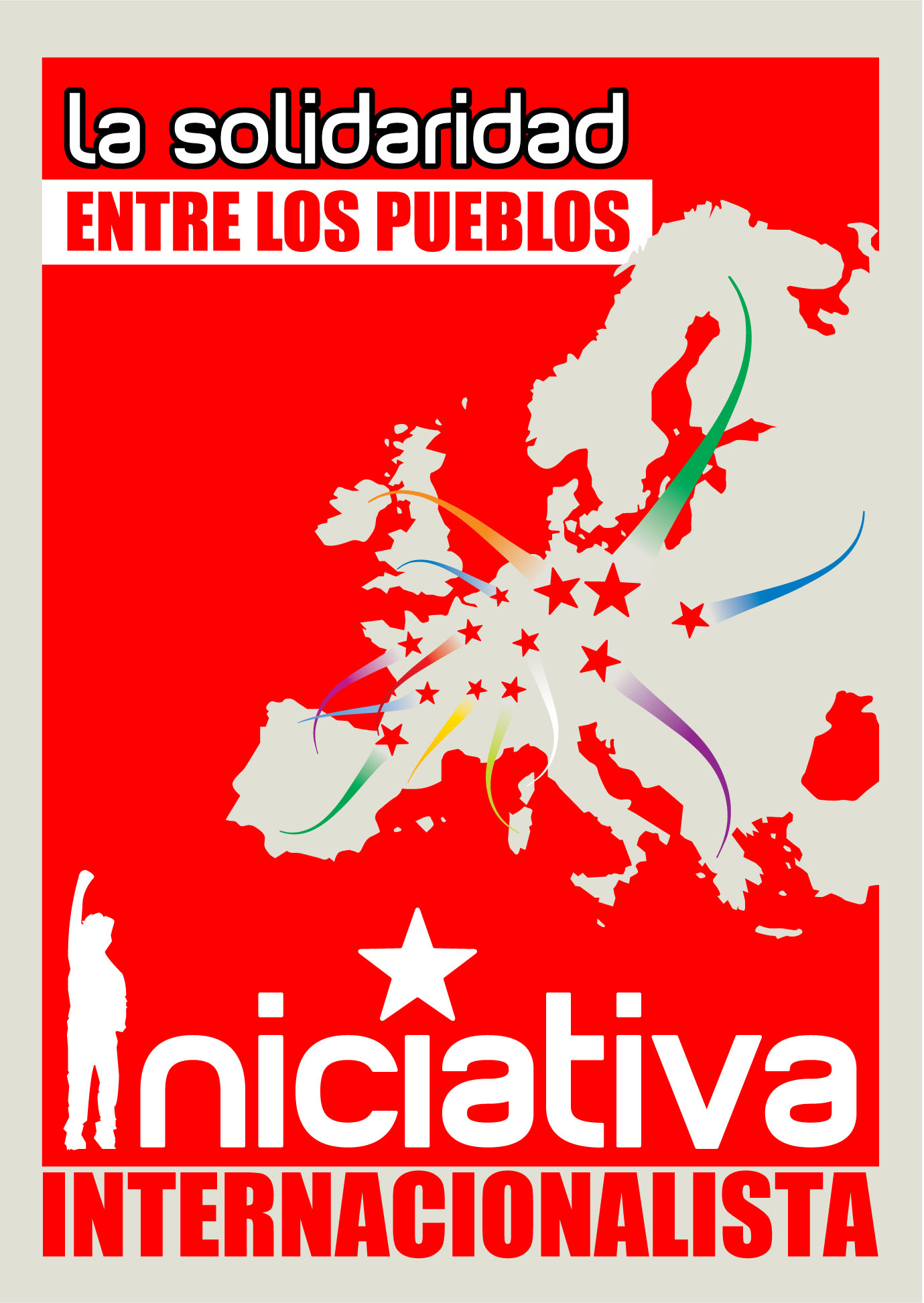
Cartell en castellà de la candidatura de II-SP. També s'editarrn cartells en aragonès, català, gallec i asturlleonès.

A més dels partits nacionalistes castellans que van conformar la coalició, hi van participar les organitzacions polítiques Corriente Roja, Iniciativa Comunista i Lucha Internacionalista. Al costat d'elles, van participar en la candidatura o la van recolzar les següents organitzacions independentistes d'esquerra:
Des d'Aragó, va participar en la candidatura l'organització política Cucha Independentista Aragonesa i en demanà el vot Puyalón de Cuchas i l'organització jovenil Chobenalla Aragonesista, escissió juvenil de CHA.
Des d'Andalusia, va rebre el suport a títol individual de membres de l'organització juvenil independentista Jaleo!!!, i fou avalada pel Colectivo de Unidad de los Trabajadores - Bloque Andaluz de Izquierdas, formació integrant actualment d'Izquierda Unida.
Des de Canàries, li donaren suport els partits polítics Unidad del Pueblo i Alternativa Popular Canaria, el sindicat Frente Sindical Obrero de Canarias i l'organització juvenil Isûkân.
Dels Països Catalans participà en la candidatura l'organització política Endavant, i va rebre el suport del Col·lectiu Republicà Baix Llobregat. També mostraren el seu suport a títol personal militants d'organitzacions de l'Esquerra Independentista com Maulets, Coordinadora d'Assemblees de Joves de l'Esquerra Independentista (CAJEI), Sindicat d'Estudiants dels Països Catalans (SEPC), Candidatura d'Unitat Popular (CUP), Comitè Català de Solidaritat Internacionalista (CCSI), Terra i Llibertat i Estat Català. Endemés, militants i quadres del Partit Socialista de Mallorca-Entesa Nacionalista (PSM-EN) i de Joves d'Esquerra Nacionalista-PSM (JEN-PSM)també donaren suport la candidatura.
Des del País Basc, el dirigent de la il·legalitzada Batasuna Arnaldo Otegi, acompanyat de la cap de llista per Biszcaia de la candidatura ilegalizada D3M Itziar Lopategi i la dirigent d'Acció Nacionalista Basca Miren Legorburu, demanaren el vot de l'esquerra abertzale per a la candidatura després de la decisió del Tribunal Constitucional. Otegi va afirmar que el seu propòsit inicial havia estat presentar una llista amb unes altres forces independentistes i d'esquerres, la qual cosa havia estat impossible. Després d'haver constatat que tampoc podrien haver-se presentat amb sigles pròpies o la seva opció legal a França, Euskal Herriaren Alde, haurien decidit demanar el vot per a Iniciativa Internacionalista, després de la petició efectuada el dia anterior per aquesta organització, la qual malgrat no ser una llista de l'esquerra abertzale, «recull bona part dels plantejaments que l'esquerra abertzale ha fet». També va rebre el suport de l'organització internacionalista vinculada a l'esquerra abertzale Askapena, Euskal Herriko Komunistak, Euskal Herriko Alderdi Komunista Iraultzailea (EHAKI), Ekimen Komunista, Kimetz i l'ex dirigent del sindicat abertzale LAB Rafael Díez Usabiaga, qui demanà el vot per II en un article publicat a Gara el 24 de maig de 2009.
Des de Galícia, participaren en la coalició els partits Frente Popular Galega, i el Partido Comunista do Povo Galego, endemés del sindicat Central Unitaria de Traballadores/as (CUT). Va rebre el suport de Ceivar i Nova Esquerda Socialista, los sindicatos y organizaciones Confederación Intersindical Galega (CIG), Sindicato Labrego Galego, Encontro Irmandiño, Movemento Galego ao Socialismo, l'organització juvenil Assembleia da Mocidade Independentista (AMI) i la formació Nós-Unidade Popular.
També diverses personalitats del món de la cultura, sindicalistes o activistes socials catalans criticaren l'intent d'il·legaliztació per part del Tribunal Suprem.

## Components de la candidatura
Aquesta és la llista dels 25 primers membres de la candidatura:
1. Alfonso Sastre Salvador. Escriptor i dramaturg.
2. Doris Benegas Haddad. Cap de llista en diverses eleccions d'Izquierda Castellana.
3. Josep Garganté i Closa. Sindicalista de la CGT de Catalunya. Concorregué a les eleccions sindicals de 2006 de Transports Metropolitans de Barcelona.
4. Zésar Corella Escario. Ex membre del comitè nacional de Chunta Aragonesista.
5. Ángeles Maestro Martín. Líder de Corriente Roja, escissió d'Esquerra Unida, on va ser corrent interna fins a l'escissió. Fou diputada per Izquierda Unida.[40]
6. Xosé Luis Méndez Ferrín. Escriptor i poeta. Se'l considera com un dels millores poetes en vida en gallec. És el líder de Frente Popular Galega (FPG). Fou presentat com a candidat al Premi Nobel de Literatura.
7. Juan Ignacio Orengo. Metal·lúrgic. Membres de la comissió executiva de la Federació del Mell de CCOO de Sevilla, pel sector crític. Militant de Corriente Roja.
8. Antonio Sardá Artiles. Membre de la Confederació Intersindical Canària.
9. Gloria Pérez Berrocal. Programadora de Ràdio (Radio Nacional de España). Membre del CSCA (Comité de Solidaridad con la Causa Árabe).
10. Alicia Pérez Herranz. Coneguda artísticament com a Alicia Hermida, nom amb què firmà un manifest de suport a la candidatura, és actriu i professora d'interpretació. Té una llarga trajectòria professional. Actualment interpreta el paper de "Valentina" a Cuéntame cómo pasó a TVE.Acte de presentació a Barcelona.

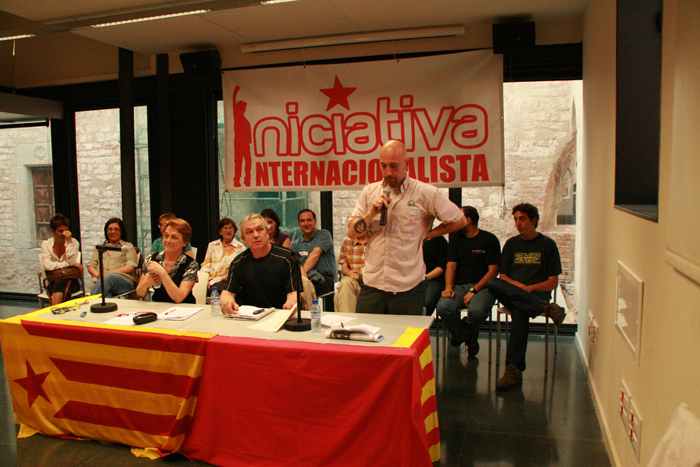
Acte de presentació a Barcelona.

11. Antonio Nicolás Maira Rodríguez. Director de Rebelión.org
12. Jaime Losada Badía. Dramaturg.
13. Concepción Bosch Riera. dirigent del Comitè Català de Solidaritat Internacionalista (CCSI)
14. Celia Camps Pérez.
15. David Pérez Ramos.
16. Xan Andrés Carballo Rodríguez. Secretari d'Acció Sindical de la Confederación Intersindical Galega. Va ser candidat al Senat el 2004 i al Parlament de Galícia el 2005 pel Frente Popular Galega. El 2000 va ser nomenat vocal del Consell Gallec de Serveis Socials en representació de la CIG.
17. Mustafa Bachir Mohamed. Membre del comitè d'empresa de Controlex Espanya. Vocal d'immigració de l'Asociación de Vecinos del Puente de Vallecas (Madrid).
18. Adrián Ruiz Ibáñez. Membre de Cucha Independentista Aragonesa.
19. Guillerma Silva Díaz. Representant de CCOO en el sector de l'automoció. Membre del comitè d'empresa de Magneti Marelli Electrónica SL des de 1989. Va ser candidata de la coalició GPOR-PST (LVS) al Parlament Europeu el 1994.
20. Violeta Benitez Romero. Acte de presentació a València.

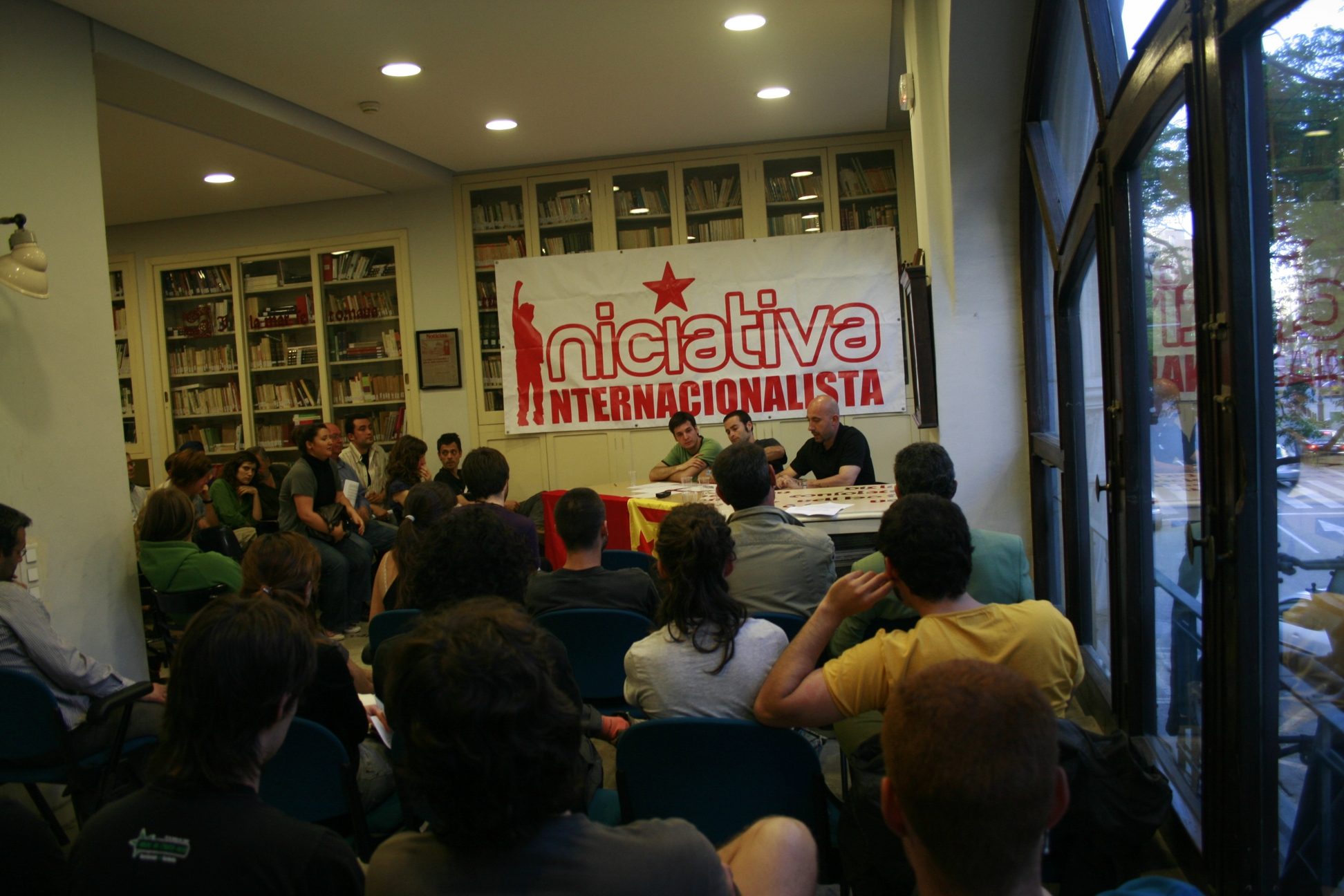
Acte de presentació a València.

21. Alfonso Araque Macias. Membre de la comissió executiva de la secció sindical de CCOO de la EMT.
22. Luis Nicanor Ocampo Pereira. Secretari general d'Izquierda Castellana.
23. Luna María Fajo Castro.
24. María Rocío Mielgo Blanco. Va ser candidata al Senat per Palència el 2008 per la candidatura Comuner@s.
25. José Estrada Cruz. Va ser candidat de Nosaltres Som-Assemblea d'Unitat Popular (N.SOM-AUP) a l'Ajuntament de Tarragona el 2007. Va ser conseller del PSUC a l'Ajuntament de Tarragona i secretari general de CCOO de la comarca del Tarragonès. Va ser expulsat del sindicat per proporcionar un local per a la candidatura Herri Batasuna a les europees els anys 1990. Després d'això, entrà a formar part de CGT, actualment forma part del sindicat Co.Bas i és secretari d'acció sindical a Tarragona.[41]

## Plantejaments polítics
S'autodefineix com una unió de les forces sobiranistes i independentistes d'esquerra, les forces polítiques de l'esquerra estatal respectuoses amb els drets nacionals dels diversos pobles oprimits per l'Estat espanyol, així com d'importants moviments socials i sindicals.
El seu programa es redueix a cinc punts, segons el manifest fet públic a la presentació de la candidatura el 17 d'abril: 
- Justícia social.
- Llibertats democràtiques plenes.
- No a la discriminació de gènere.
- Drets polítics.
- Contra l'Europa del capital.

En el Manifest d'Iniciativa Internacionalista dels Països Catalans es concreten alguns d'aquests punts, afirmant que la candidatura defensa "que som una nació i que volem exercir lliurement el dret a l'autodeterminació, i que defensi la llengua catalana des de Fraga a Maó i de Salses a Guardamar"; denuncia "les privatitzacions de serveis públics, com ara les directives Bolkenstein o el Pla Bolonya per a la Universitat"; o afirma que "el capitalisme comporta crisi, precarietat i exclusió"; que cal "construir una alternativa que socialitzi la riquesa (...) al costat de les lluites obreres contra retallades i acomiadaments" i es manifesta "contra les lleis d'estrangeria que deixen milions de treballadors sense cap dret".

## Resultats
La coalició va obtenir 178.121 vots (1,15% dels vots a candidatures) a tot Espanya, sense aconseguir representació. Va ser la setena força més votada i la primera d'entre les que no van obtenir representació. Dins d'aquests resultats, 139.981 vots els va arreplegar al País Basc i Navarra (53.241 a Guipúscoa, 52.876 a Biscaia, 23.153 a Navarra i 10.710 a Àlaba). Va ser la tercera llista més votada a Guipúscoa (amb el 23,89% dels vots a candidatures) i Navarra (amb l'11,60%) i la quarta a Biscaia (amb 13,05%) i a Àlaba (11,04%). Aquests vots li van aportar el 78,59% dels vots totals. Als Països Catalans va obtenir 21.727 vots, i va ser la setena llista. A Castella i Lleó, on es troba la seu dels dos partits que integraven formalment la coalició, va obtenir 1.981 vots (0,18%), i va ser la vuitena llista. A Aragó, on es presentava amb la marca Iniciativa Internacionalista-Cucha Independentista, va obtenir 957 vots (0,21%), i va ser la vuitena llista més votada.
II va afirmar que no havien obtingut representació a causa d'un frau electoral orquestrat per l'Estat, en constatar diverses irregularitats tant en el dia de votació com en el recompte electoral.